# OpenSSH
OpenSSH (англ. Open Secure Shell — открытая безопасная оболочка) — набор программ, предоставляющих шифрование сеансов связи по компьютерным сетям с использованием протокола SSH. Он был создан под руководством Тео де Раадта как открытая альтернатива проприетарного ПО от SSH Communications Security.

## История
OpenSSH был создан командой OpenBSD как альтернатива SSH, который все ещё является проприетарным ПО. Разработчики OpenSSH утверждают, что он более безопасен чем оригинальный Secure Shell, благодаря их политике чистки и аудита кода. Хотя исходный код также длительное время был доступен для оригинального SSH, ограничения его лицензии изначально делали OpenSSH более привлекательным проектом для большинства программистов.
OpenSSH впервые появился в OpenBSD 2.6.
В версии 5.9 вышедшей 6 сентября 2011 появился экспериментальный режим «песочницы», с ограничениями на определённые системные вызовы. Цель этого — предотвращение атаки на другие узлы сети, например, посредством запуска прокси или открытия сокетов.

### Торговые марки
В феврале 2001 года, Тату Илонен (фин. Tatu Ylönen), председатель и технический директор SSH Communications Security, сообщил через почтовую рассылку OpenSSH, что после общения с ведущими разработчиками OpenSSH компания утвердила право собственности на торговые марки «SSH» и «Secure Shell». Он также искал возможности изменить название протокола на SecSH или secsh и предложил сменить имя OpenSSH, во избежание судебных исков.
В то же время, «SSH», «Secure Shell» и «ssh» были использованы в документах определяющих протокол как открытый стандарт и было проделано много работы без принадлежности к торговым маркам. Были высказаны сомнения в правильности претензий, ведь прошло уже 6 лет с создания компании и тем моментом, когда она начала защищать торговую марку от свободных альтернатив, вроде OpenSSH, и что только OpenSSH подвергся их судебным нападкам.
Оба разработчика OpenSSH и Илонен были членами рабочей группы IETF, разрабатывающей новые стандарты, которые после небольшого обсуждения отвергла любые притязания Илонена на переименование протокола, ссылаясь на то, что это создаст нежелательный прецедент для других торговых марок. Члены рабочей группы утверждали, что обозначения «Secure Shell» и «SSH» являются базовыми понятиями и не могут являться торговыми марками.

## Переносимость
Частично потому, что OpenSSH необходимо выполнять аутентификацию, выполнение которой может сильно отличаться на различных операционных системах, была создана мощная инфраструктура для обеспечения переносимости. То, что не включалось напрямую в OpenBSD, было выделено отдельно группой разработчиков в составе Дамьена Миллера (англ. Damien Miller), Филиппа Хэндса (англ. Philip Hands) и других как субпроект OpenSSH Portable. Теперь параллельно и одновременно с релизом OpenSSH «для OpenBSD» стали выпускаться так называемые «portable releases». Эти релизы обозначаются в конце буквой «p», например: OpenSSH_5.1p1. Такая организация процесса разработки позднее стала использоваться и в других проектах, разрабатываемых внутри OpenBSD, например, OpenNTPD.

## Состав
Набор OpenSSH содержит следующие компоненты:
sshЗамена для rlogin и telnet.
scpЗамена для rcp, использующая в современных версиях OpenSSH протокол SFTP (ранее использовался менее надёжный и гибкий SCP).
sftpЗамена для FTP-клиента, использующая протокол SFTP.
sshdДемон, собственно предоставляющий защищённый доступ к ресурсам. Включает реализацию серверной части SFTP, пригодную для организации chroot-доступа для пользователей без необходимости копирования каких-либо файлов внутрь chroot.
sftp-serverОтдельная реализация подсистемы SFTP (серверная часть). Обладает бо́льшими возможностями, чем встроенная в sshd.
ssh-keygenГенератор пар ключей.
ssh-keysignУтилита для проверки ключей хостов. Задействуется при использовании аутентификации по хостам (аналогично rsh) вместо проводимой по умолчанию аутентификации по пользователям.
ssh-keyscanВспомогательная утилита. Позволяет собирать публичные ключи с других хостов.
ssh-agentВспомогательная утилита. Поддерживает кэш закрытых ключей. Кэширование позволяет избегать частого ввода пароля для расшифровки ключей перед их использованием.
ssh-addВспомогательная утилита. Добавляет ключи в кэш ssh-agent.

## Безопасные туннели

### Перенаправление портов
Большинство программ для установления соединения используют протокол TCP, трафик которого можно передавать через безопасный туннель. Таким образом можно устанавливать множество дополнительных TCP-соединений поверх одного SSH-соединения. Это удобно для сокрытия соединений и шифрования протоколов, которые являются небезопасными, а также для обхода ограничений фаерволлов. UDP-соединения иногда тоже возможно туннелировать при помощи дополнительных программ, таких как netcat. Простыми для туннелирования являются такие протоколы как, например, HTTP, POP3 и VNC.
Перенаправление портов возможно в любую сторону.
Кроме того, некоторое ПО может автоматически использовать OpenSSH для создания туннеля. Например DistCC, CVS, rsync, и fetchmail.
Из протоколов, которые сложнее туннелировать, стоит отметить FTP, который часто можно заменить SFTP, и SMB. В некоторых операционных системах удаленные файловые системы можно монтировать через ssh используя shfs, lufs и другие аналогичные компоненты.

### X Window System
OpenSSH позволяет безопасно организовывать подключения к X Window System с учётом «переворота» семантики: хост-клиент SSH для X Window System является сервером, и наоборот. Для этого OpenSSH осуществляет дополнительные операции вроде установки переменной окружения DISPLAY.

### SOCKS
OpenSSH возможно использовать как специальный SOCKS прокси сервер поддерживающий более гибкое проксирование, чем просто перенаправление портов.

### VPN
Начиная с версии 4.3, OpenSSH может использовать туннельные сетевые интерфейсы 2-го и 3-го уровней модели OSI (tun). Таким образом можно организовать защищённую VPN и обойтись без необходимости переделки приложений для поддержки SOCKS.

## Аутентификация
OpenSSH сервер может аутентифицировать пользователей, используя встроенные механизмы аутентификации:
- Публичные ключи,
- Клавиатурный ввод (пароли и запрос-ответ),
- Kerberos/GSS-API.

В дополнение OpenSSH Portable обычно может использовать методы аутентификации, доступные в конкретной операционной системе, например, BSD Authentication или PAM.